# Comté de Clarke (Mississippi)
Pour les articles homonymes, voir Comté de Clarke.
Le comté de Clarke est situé dans l’État du Mississippi, aux États-Unis. Il comptait 15 615 habitants en 2020. Son siège est Quitman.